# De fantastiske 3
De fantastiske 3 er en dansk børnefilm fra 2010, der er instrueret af Esben Tønnesen efter manuskript af ham selv og Jan Elhøj.

## Handling
Det er fortæl-om-dine-forældres-arbejde-dag i klassen, og 8-årige Casper - klassens nørd - skal fortælle om sin fars kedelige job i kommunens borgerservice. Casper har dog en trumf i ærmet. Hans far har nemlig en hemmelig identitet som superhelt i den kommunalt ansatte trio De Fantastiske 3.